# Swings and Roundabouts
Swings And Roundabouts – piąty album szwedzkiej piosenkarki Amy Diamond wydany w 2009 roku przez wytwórnię Cosmos Music Group. W Szwecji uzyskał status złotej płyty.

## Lista utworów
1. Up
2. Dance Like Nobody's Watching
3. Deserve Better
4. Fast Forward
5. Lucky Star
6. Bittersweet
7. So Many Things
8. Crossfire
9. Heartbeats
10. A Good Day
11. Higher Ground
12. Brand New Day
13. Cowboys
14. Take Your Time
15. It's My Life